# Herre (Norwegia)
Herre – miejscowość w Norwegii, w regionie Østlandet, w okręgu Telemark, w gminie Bamble, przy ujściu Herreelvy do Frierfjorden.
W Herre znajduje się kościół ukończony w 1905 roku oraz szkoła podstawowa, do której w 2021 roku uczęszczało 97 uczniów. Budynek szkoły wzniesiono w 1953 roku.

## Populacja
Źródło: